# Mecistum townesorum
Mecistum townesorum là một loài tò vò trong họ Ichneumonidae.